# 巨文島事件

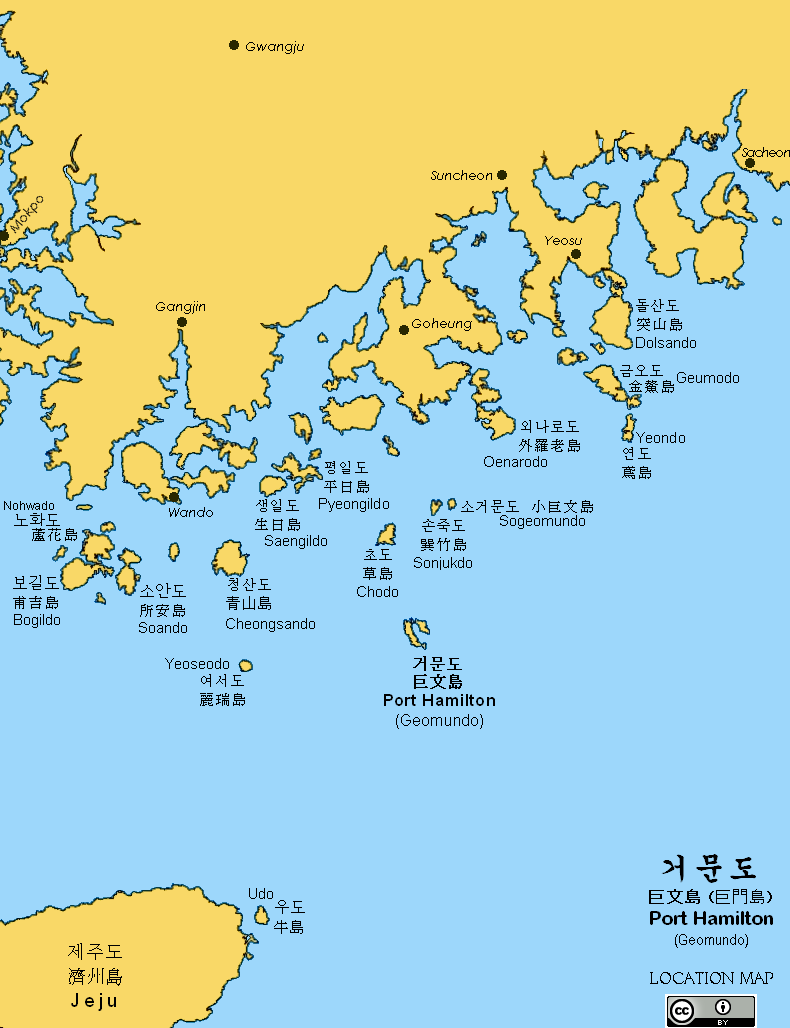
巨文島在全羅南道的位置

巨文島事件（韩语：거문도사건/巨文島事件），又称汉密尔顿港事件（英语：Port Hamilton incident），是1885年4月15日到1887年2月27日英國皇家海軍攻打朝鲜王朝巨文島（英国人称之为汉密尔顿港）的事件。

## 背景
英、俄因爲阿富汗边界纠纷险些冲突。俄国兵船聚泊海参崴，英国恐其南下侵擾香港，打算在半路截住俄罗斯海军。

## 过程
沙俄对朝鲜半岛充满野心，英国怀疑俄罗斯势力南下，将占领元山港，因此派3艘军舰占领巨文島， 牵制俄罗斯。

## 解决
清朝害怕俄罗斯與日本因此事介入朝鲜半岛，因此以宗主国身份介入，李鸿章派丁汝昌率定远舰等舰游弋于巨文岛附近海域。清朝在英俄两国之间展开外交斡旋，最终俄国允诺不侵占朝鲜领土。英军撤出巨文岛。

## 对清朝态度的评价
事件的解决是晚清政府利用外交斡旋手段处理大国矛盾的比较成功的特例，但也使得清廷滋长了对未来朝鲜问题再度尖锐化的麻痹，盲目自信的态度也为日后甲午战争的外交失败埋下了伏笔。